# The Wings of Eagles
The Wings of Eagles is een Amerikaanse dramafilm uit 1957 onder regie van John Ford. Het scenario is gebaseerd op de memoires van commandant Frank W. Wead. De film werd destijds in Nederland uitgebracht onder de titel De vleugels van de vloot.

## Verhaal
Frank W. Wead is een pionier van de Amerikaanse luchtmacht. Om vliegen aantrekkelijker te maken laat hij zijn manschappen meedoen aan een reis om de wereld. Wanneer hij van de trap valt, moet hij zijn carrière bij het leger vaarwel zeggen. Hij begint een nieuw leven als auteur.

## Rolverdeling
| Acteur         | Personage        |
| -------------- | ---------------- |
| John Wayne     | Frank W. Wead    |
| Dan Dailey     | Jughead Carson   |
| Maureen O'Hara | Min Wead         |
| Ward Bond      | John Dodge       |
| Ken Curtis     | John Dale Price  |
| Edmund Lowe    | Admiraal Moffett |
| Kenneth Tobey  | Kapitein Hazzard |
| James Todd     | Jack Travis      |
| Barry Kelley   | Kapitein Clark   |
| Sig Ruman      | Administrateur   |
| Henry O'Neill  | Kapitein Spear   |
| Willis Bouchey | Barton           |
| Dorothy Jordan | Rose Brentmann   |